# Alex Rodrigo Dias da Costa
Alex Rodrigo Dias da Costa (normalt bare kendt som Alex) (født 17. juni 1982 i Niterói, Brasilien) er en brasiliansk tidligere fodboldspiller, der spillede som midterforsvarer. I løbet af sin karriere repræsenterede han Santos FC i hjemlandet, engelske Chelsea, hollandske PSV Eindhoven, Paris Saint-Germain i Frankrig samt AC Milan i den italienske Serie A.
Med Santos vandt Alex i 2002 det brasilianske mesterskab, ligesom han med PSV Eindhoven vandt tre hollandske mesterskaber på stribe. Efter at være blevet tilknyttet Chelsea var han her med til at vinde Premier League i 2010, FA Cuppen i både 2009 og 2010, og FA Community Shield i 2009.

## Landshold
Alex blev noteret for 15 kampe i sin tid som landsholdsspiller for Brasiliens landshold, som han debuterede for den 17. juli 2003 i et opgør mod Mexico. Han var en del af den brasilianske trup der vandt Copa América i 2007.

## Titler
Campeonato Brasileiro Série A
- 2002 med Santos

Æresdivisionen
- 2005, 2006 og 2007 med PSV Eindhoven

KNVB Cup
- 2005 med PSV Eindhoven

Premier League
- 2010 med Chelsea

FA Cup
- 2009 og 2010 med Chelsea

FA Community Shield
- 2009 med Chelsea

Copa América
- 2007 med Brasilien